# Асоте (разъезд)
А́соте (латыш. Asote) — железнодорожный разъезд на линии Крустпилс — Даугавпилс. Находится на территории Кукской волости Крустпилсского края между станциями Крустпилс и Трепе.

## История
Остановочный пункт открыт в 1931 году и предназначался для работы в течение летнего сезона. С 1932 года работал круглогодично. После 1948 года исчез с карт и из расписаний. С 2000 года — разъезд для грузовых составов.